# 1996年包头地震
1996年包头地震是发生在1996年5月3日，在中华人民共和国内蒙古包头市固阳县的一场地震。本次地震震级为Ms 6.4。地震共造成 26人死亡，453人受伤，196,633人无家可归，直接经济损失约15亿元。
此次地震是中华人民共和国建国以来内蒙古自治区发生的最大的一次地震灾害，也是1976年唐山大地震后，首次在百万人口的城市造成灾害的6级以上地震。地震使得包头市绝大多数平房倒塌或成为危房，因此包头市被重新规划建设。。

## 包头市的其它地震记录
2004年3月24日15点57分55秒，九原区发生里氏4.6级地震，没有人员伤亡，也没有经济损失；2007年5月7日8点23分发生的2.8级地震，没有人员伤亡；2014年8月30日7时5分在达尔罕茂明安联合旗，发生3.8级地震；2020年10月16日21时44分在九原区（北纬40.67度，东经110.01度），发生里氏3.8级地震，震源深度22千米，没有人员伤亡。2020年10月20日5时52分在青山区（北纬40.68度，东经110.02度），发生2.1级地震，震源深度15千米，个别人有感。2024年9月1日4时57分，昆都仑区（北纬40.76度，东经109.82度）发生3.8级地震，震源深度15千米。